# 山本浩史
山本 浩史（やまもと ひろふみ、1990年3月25日 - ）は、日本の柔道家。東京都出身。階級は60kg級。身長171cm。段位は四段。血液型はA型。得意技は内股。2016年より名城大学法学部助教。

## 経歴
柔道は8歳の時に始めた。足立学園中学3年の時に全国中学校柔道大会で2位になった。足立学園高校時代には3年の時にインターハイで2位となった。2008年に日本体育大学体育学部武道学科に進学すると、世界ジュニアで3位に入り、2年の時にはオール一本勝ちで優勝を果たした。また、シニアのグランドスラム・東京でも3位に入った。
3年の時には11月の講道館杯で初優勝を果たすと、続くグランドスラム・東京でも、決勝で大学の2年後輩である志々目徹に谷落で一本勝ちして優勝を飾った。
4年の時には4月の選抜体重別の初戦で敗れたが、世界選手権代表に選ばれた。6月にはグランドスラム・リオで優勝して、グランドスラム大会2度目の優勝を果たした。8月の世界選手権では4回戦で敗れた。12月のグランドスラム・東京では、準決勝で世界ジュニアチャンピオンである東海大相模高校3年の髙藤直寿、決勝で国士舘大学4年の川端龍にそれぞれ一本勝ちして2連覇を果たした。
2012年には綜合警備保障の所属となった。選抜体重別では準決勝で志々目に有効で敗れて、世界ランキング2位でありながらロンドンオリンピック出場を果たせなかった。
2013年のアジア選手権では優勝した。
2014年の講道館杯では決勝で大学の1年後輩である木戸慎二に技ありで逆転勝ちして4年ぶり2度目の優勝を飾った。
2015年の講道館杯では決勝で大学の5年後輩である青木大を破り、2年連続3度目の優勝を果たした。

## 戦績
- 2004年 - 全国中学校柔道大会 2位
- 2007年 - インターハイ 2位
- 2008年 - アジアジュニア 優勝
- 2008年 - 全日本ジュニア 3位
- 2008年 - 世界ジュニア 3位
- 2009年 - ドイツジュニア国際 優勝
- 2009年 - 全日本ジュニア 優勝
- 2009年 - 学生体重別 2位
- 2009年 - 世界ジュニア 優勝
- 2009年 - グランドスラム・東京 3位
- 2010年 - ワールドカップ・ウィーン 2位
- 2010年 - ワールドカップ・マドリード 優勝
- 2010年 - ワールドカップ・リスボン 3位
- 2010年 - 学生体重別 2位
- 2010年 - グランプリ・ロッテルダム 5位
- 2010年 - 講道館杯 優勝
- 2010年 - グランドスラム・東京 優勝
- 2011年 - グランドスラム・パリ 5位
- 2011年 - ワールドカップ・ブダペスト 優勝
- 2011年 - グランドスラム・モスクワ 3位
- 2011年 - グランドスラム・リオ 優勝
- 2011年 - グランドスラム・東京 優勝
- 2012年 - アジア選手権 2位
- 2012年 - 体重別 3位
- 2012年 - ワールドカップ・チェジュ 優勝
- 2013年 - アジア選手権 優勝
- 2013年 - 体重別 3位
- 2014年 - 講道館杯 優勝
- 2014年 - グランドスラム・東京 5位
- 2015年 - 実業個人選手権 優勝
- 2015年 - 講道館杯 優勝

（出典、JudoInside.com）